# Chiesa di San Francesco d'Assisi (Taglio di Po, capoluogo)
La chiesa di San Francesco d'Assisi è un luogo di culto sito nel centro dell'abitato di Taglio di Po, in provincia di Rovigo.
La chiesa, che sostituisce un precedente oratorio eretto nel 1847, è caratterizzata dalla pianta a croce latina e dalla finitura esterna con mattoni a vista, ed è, nella suddivisione territoriale della chiesa cattolica, collocata nel vicariato di Loreo, a sua volta parte della diocesi di Chioggia, ed è sede parrocchiale.

## Storia
La prima cappella di Taglio di Po venne costruita all'inizio del XVII secolo; si trovava nell'attuale zona golenale ove sorge il Pontile Provinciale. Nel 1845 fu demolito per "operazioni idrauliche". Il primo edificio divenne curiaziale nel 1825 e fu riedificato nel 1847, ma già pochi anni dopo si decise di realizzare una nuova chiesa. La prima pietra dell'attuale parrocchiale venne posta nel 1862; "Il primitivo Progetto (quello del defunto ingegnere Cavallini 1º marzo 1860) presentava in origine una spesa di fiorini 26,215.90". In seguito, la spesa lievitò fino a 47,268.61 fiorini. "E infatti al 30 luglio 1864 l'ingegnere Pagan , succeduto al defunto Cavallini nella sorveglianza e direzione della fabbrica , e che ne disimpegna l'incarico con amorevole studio e diligenza , rilevò in fiorini 22,189.52 le spese sostenute e supplite dalla Commissione. E il sussidio dei 12,600.00 fiorini stanziato dal Comune non era allora, e non è peranco, integralmente corrisposto!". Con l'assidua presenza pure dell'Ingegnere Nob. Lupati di Adria, la chiesa fu portata a termine ed aperta al culto nel 1871. 
Tra il 1902 ed il 1905 la parrocchiale venne dotata dei cinque altari e il 19 ottobre 1905 fu consacrata dal patriarca di Venezia Aristide Cavallari. Nel 1939 la cura d'anime venne affidata ai frati della provincia veneta di Sant'Antonio, il cui convento annesso alla chiesa venne inaugurato il 1º ottobre 1956. Nella seconda metà degli anni sessanta del Novecento la parrocchiale subì un importante lavoro di restauro, nel corso del quale fu soppresso il vecchio altare maggiore e sostituito da quello rivolto verso l'assemblea. La chiesa venne ristrutturata nuovamente tra il 2016 ed il 2017.

## Descrizione

### Facciata
La facciata, che è a capanna, è divisa in due ordini da una cornice marcapiano; nell'ordine inferiore sono presenti quattro semicolonne in stile ionico, in quello superiore un grande affresco inscritto in un arco raffigurante San Francesco che protegge Taglio di Po dalle acque e realizzato nel 1983 da artisti della bottega di Spilimbergo.